# ژاپک باتیر
ژاپک باتیر (به قزاقی: Zhapek batyr) یک منطقهٔ مسکونی در قزاقستان است که در شهرستان ایله، قزاقستان واقع شده‌است. ژاپک باتیر ۷٬۲۳۸ نفر جمعیت دارد.